# Jacques van der Poel
Pour les articles homonymes, voir van der Poel.
Jacques van der Poel, né le 5 janvier 1963 à Hoogerheide, est un coureur cycliste néerlandais. Il fut professionnel de 1986 à 1992. Son frère Adrie fut l'un des meilleurs coureurs néerlandais des années 1980 et 1990.

## Biographie
Jacques van der Poel est né en 1963, soit 4 ans après Adrie. Il suit alors ce dernier sur les courses cyclistes et passe professionnel en 1986. Toujours dans l'ombre de son grand frère, il ne réussit jamais à atteindre son niveau. À la fin de l'année 1992, il décide de se retirer du peloton cycliste professionnel.

## Palmarès
- 1983
  - 3e du Tour d'Overijssel
- 1985
  - Tour de Wallonie :
    - Classement général
    - 5e étape

  - Ronde van Oud-Vossemeer
- 1988
  - 2e du Grand Prix du 1er mai
- 1991
  - 5e étape du Tour du Poitou-Charentes

## Résultats sur les grands tours

### Tour de France
- 1987 : hors-délais (2e étape)

### Tour d'Italie
- 1986 : 118e